# The Apartment Jazz
The Apartment Jazz é uma trilha sonora e um filme ambos compostos pelo músico brasileiro Flávio Basso. A trilha sonora foi gravada em 1999 e lançada postumamente em 2021, e o filme foi gravado e exibido em 2001.

## Trilha sonora
O álbum foi disponibilizado por André Peniche, que tinha uma cópia do disco (que acredita-se ser a única cópia física fabricada), foi procurado por Egisto Dal Santo, amigo e responsável pelo acervo de Basso junto a família. Peniche contou sobre o motivo de ter a única cópia física:
No período em que trabalhou no Apartment Jazz, ele começou a me mostrar coisas antigas, e a gente teve a ideia de fazer outro filme. Naquele brainstorming, fazendo com que a conversa continuasse fluindo, ele falou: “Cara, vou deixar isso com você, porque eu sei que você é como um cofrinho e, se eu precisar, vai estar contigo”. E isso ficou comigo por anos, até que ele morreu.— André Peniche
O álbum foi lançado exclusivamente nas plataformas de streaming.

## Filme
O filme, no mesmo ano em que foi produzido, foi exibido pela MTV Brasil, em uma versão editada. O filme foi feito em colaboração com o compositor Tatá Aeroplano, e contém poemas escritos por Júpiter, traduzido para a língua francesa.
Em 2021, 20 anos após a produção e exibição original do filme na MTV, a versão completa foi remasterizada e disponibilizada na internet por André Peniche, um mês após ter lançado a trilha sonora.

## Lista de faixas
Diferentemente dos outros álbuns de Júpiter, neste as faixas não possuem nome, sendo apenas apresentadas com "AJ" e o número em sequência.
Todas as faixas escritas e compostas por Flávio Basso. 
| N.º            | Título         | Duração |  |
| 1.             | "AJ 1"         | 3:11    |  |
| 2.             | "AJ 2"         | 3:40    |  |
| 3.             | "AJ 3"         | 1:29    |  |
| 4.             | "AJ 4"         | 5:59    |  |
| 5.             | "AJ 5"         | 3:11    |  |
| 6.             | "AJ 6"         | 2:51    |  |
| 7.             | "AJ 7"         | 6:33    |  |
| 8.             | "AJ 8"         | 2:56    |  |
| 9.             | "AJ 9"         | 2:52    |  |
| Duração total: | Duração total: | 32:36   |  |